# Брутальний дез-метал
Брутальний дез-метал (брутал-дез) — екстремальний різновид дез-металу, а також термін, який використовується для опису дез-метал-гуртів, творчість яких відрізняється використанням швидких темпів, важких звукових ефектів гітари і бас-гітари, агресивним вокалом та виконавських прийомів, що надають більш жорстке й брутальне звучання, ніж звичайний дез-метал.

## Історія
Брутальний дез-метал почав розвиватися у ранні 1990-і, як різновид дез-металу. Першими альбомами стилю є ранні роботи гурту Cannibal Corpse, сформованої у 1988, котрий почав акцентувати гру на технічності і важкості звучання і таким чином почали формувати цей стиль. У 1991 з'явились роботи у більш самостійному стилі, відділеному від традиційного брутального дез-металу з реалізацією Suffocation Effigy of the Forgotten.
Пізні 1990-ті< стали етапом суттєвого формування стилю з виходом Disgorge Cranial Impalement, а також релізами Dying Fetus. Ці альбоми допомогли піонерам стилю, котрі у свою чергу перенесли акцент на велику кількість бласт-бітів і брейкдаунів. Це надихнуло безліч гуртів грати у стилі, подібному вищесказаним засновникам.
Брутальний дез-метал швидко поширився світом, де створились безліч відомих, або ще невідомих гуртів, які наслідували ідеї і особливості поданого стилю.

## Підвиди

### Традиційний брутальний дез-метал
Зародився майже одночасно з класичними формами, теж у Америці, котра багатьма визнана передовою країною, звідки вишли на світову естраду музиканти агресивного і екстремального напрямку. Характерні приклади — Brutality і Banished. Окрім того, підтримку фанів одразу отримали Sinister з Нідерландів і Broken Hope (США, Іллінойс).

### Технічний брутал-дез-метал
Після 2-3 років розвитку брутального напрямку неминуче з'явились колективи, котрі вважали, що недостатньо грати просто дуже важку музику. Слід грати ще і дуже технічно і різноманітно. Одними з піонерів цього стилю стала команда з Нью-Йорка Suffocation. Її альбоми Effigy Of Forgotten (1991) і Pierced From Within (1995) задали нові стандарти технічності у брутальному дез-металі, котрі повпливали на весь стиль в цілому.
Типові ознаки цього піджанру — хитрі, переплетені партії і невблаганна жорстокість.
Представники: Nile, Deeds of Flesh, Hour of Penance, Suffocation, Dismetry, Decrepit Birth, Brain Drill, Spawn of Possession, Wormed, Cytotoxin, Defeated Sanity, Origin, Cryptopsy, Meta-Stasis.